# Los Archivos de Artemis Fowl
Los Archivos de Artemis Fowl es un libro-guía basado en la saga Artemis Fowl que revela todo los secretos que aún no conoces de dicho personaje, además incluye dos historias protagonizadas por el enano Mantillo Mandíbulas y por la famosa capitana Holly Canija; entrevistas con los personajes; una guía exhaustiva del lenguaje del mundo mágico, un test para que descubras si es un trol, un elfo, o un duendecillo, y por último una entrevista con el mismísimo Eoin Colfer, autor de la saga.
- Datos: Q2447948